# 阿尔多·博菲
阿尔多·博菲（義大利語：Aldo Boffi，1915年2月26日—1987年10月26日），男，意大利足球运动员。他曾当选1938-1939赛季、1939-1940赛季、1941-1942赛季意甲联赛最佳射手。